# Fosse La Naville
Pour les articles homonymes, voir Naville.
La fosse La Naville ou no 7 de la Compagnie des mines de Douchy est un ancien charbonnage du Bassin minier du Nord-Pas-de-Calais, situé à Lourches. Le fonçage commence en 1846 le long de la rivière La Naville. Des corons sont bâtis à proximité de la fosse. La fosse est arrêtée à l'extraction en 1936, elle assure alors l'aérage et le service pour la fosse Schneider.
La Compagnie des mines de Douchy est nationalisée en 1946, et intègre le Groupe de Valenciennes. La fosse La Naville cesse toute activité en 1955, lorsqu'elle est utilisée pour remonter le matériel du fond de la fosse Schneider, à la suite de l'inondation de celle-ci. Le puits est comblé trois ans plus tard et les installations détruites. Les corons sont tous détruits, et le site rendu à la nature.
La fosse est réutilisée en 1977 par Charbonnages de France qui y installe une station de pompage de grisou. Celui-ci est expédié six ans plus tard à la centrale d'Hornaing. Au début du XXIe siècle, Charbonnages de France matérialise la tête du puits La Naville. Gazonor arrête le captage de grisou en 2010, mais ne le reprend pas à cause du vol des installations métalliques.

## La fosse

### Fonçage
Le fonçage de la fosse La Naville commence en 1846 à Lourches, sur la rive gauche du petit cours d'eau dont elle porte le nom. Le terrain houiller est atteint à la profondeur de 76 mètres,. L'orifice du puits est situé à l'altitude de 30 mètres.

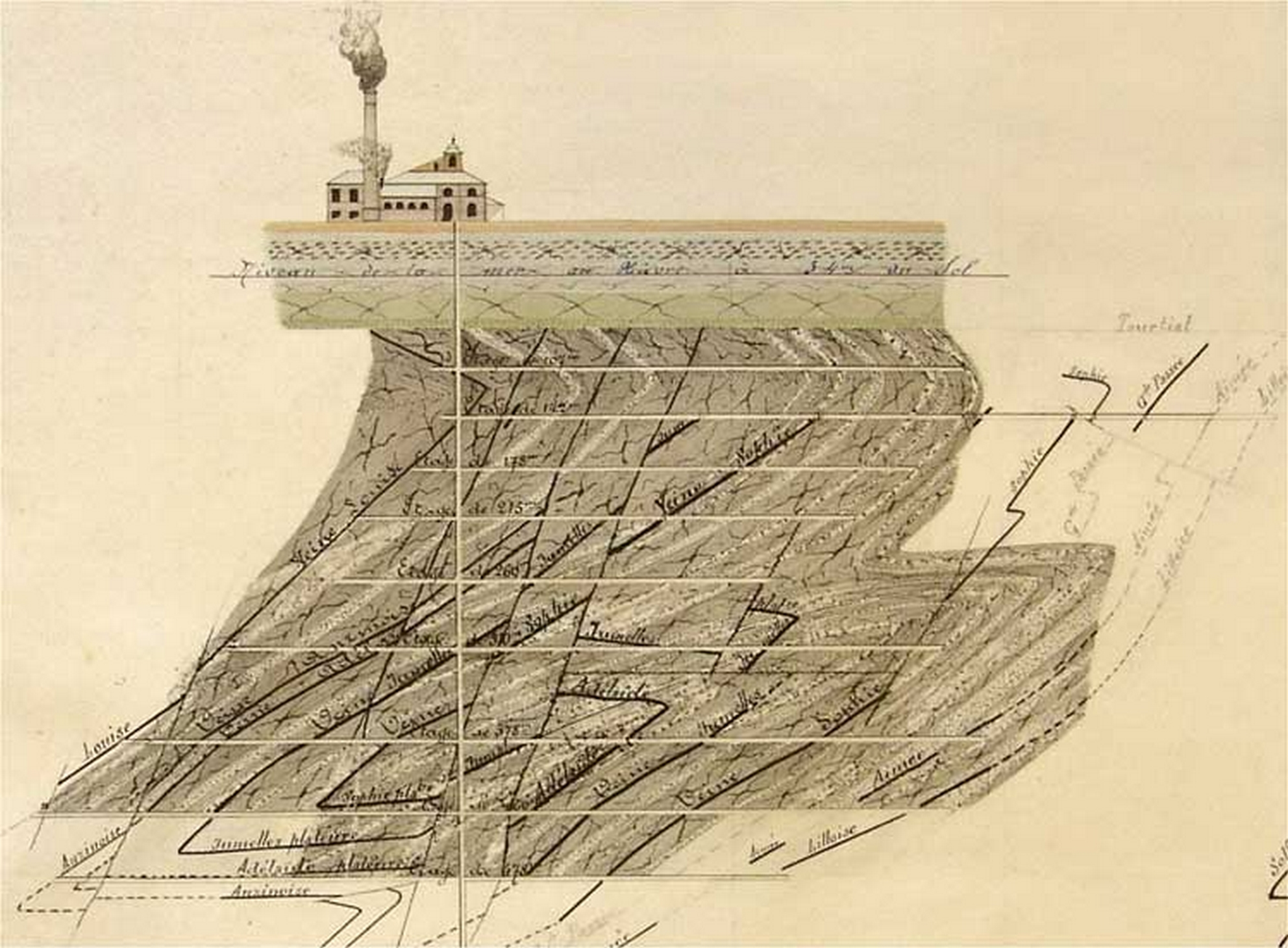
Les terrains recoupés, au XIXe siècle.

### Exploitation
Le dernier accrochage de la fosse est, en 1886, à la profondeur de 478 mètres, mais il est prévu d'en établir un autre plus bas. Le gisement présente à cette fosse un aspect tout spécial. Il semble que les terrains aient subi, de haut en bas, un violent effort de compression ayant une direction presque verticale, qui aurait fait replier les veines plusieurs fois parallèlement à elles-mêmes au voisinage de l'affleurement. Ordinairement, les dressants et les plateures consécutifs font entre eux un angle assez ouvert. À la fosse La Naville, au contraire, les deux droits qu'on y connaît et le plat qui les unis offrent un parallélisme presque complet. L'action mécanique qui a produit cette allure singulière a eu pour effet de rejeter à une profondeur relativement grande les lignes de plissement qui servent de jonction, dans les diverses veines, entre leur droit supérieur et le plat qui lui succède. En outre, l'intervalle des couches, compté normalement à la stratification, est moindre en plat qu'en droit, ce qui prouve que l'effort de compression a produit son effet maximum sur le plat, qui a été en quelque sorte laminé entre les deux droits. En même temps, les terrains ont été sillonnés par un assez grand nombre de déchirures presque parallèles, dirigées généralement nord 45° ouest, et plongeant de 70 à 80° au sud-ouest ; elles ont été produites par l'inégalité de répartition de l'effort de compression sur la totalité du gisement. Leur effet a été d'enfoncer les terrains dans la direction du sud-ouest, et de rendre le grand plat de La Naville a peu près inexploitable.
Albert Olry disait en 1886 que la fosse La Naville ne serait probablement plus jamais approfondie, et que son champ d'exploitation serait repris par la fosse de Douchy. Cette même année, le puits est profond de 478 mètres.

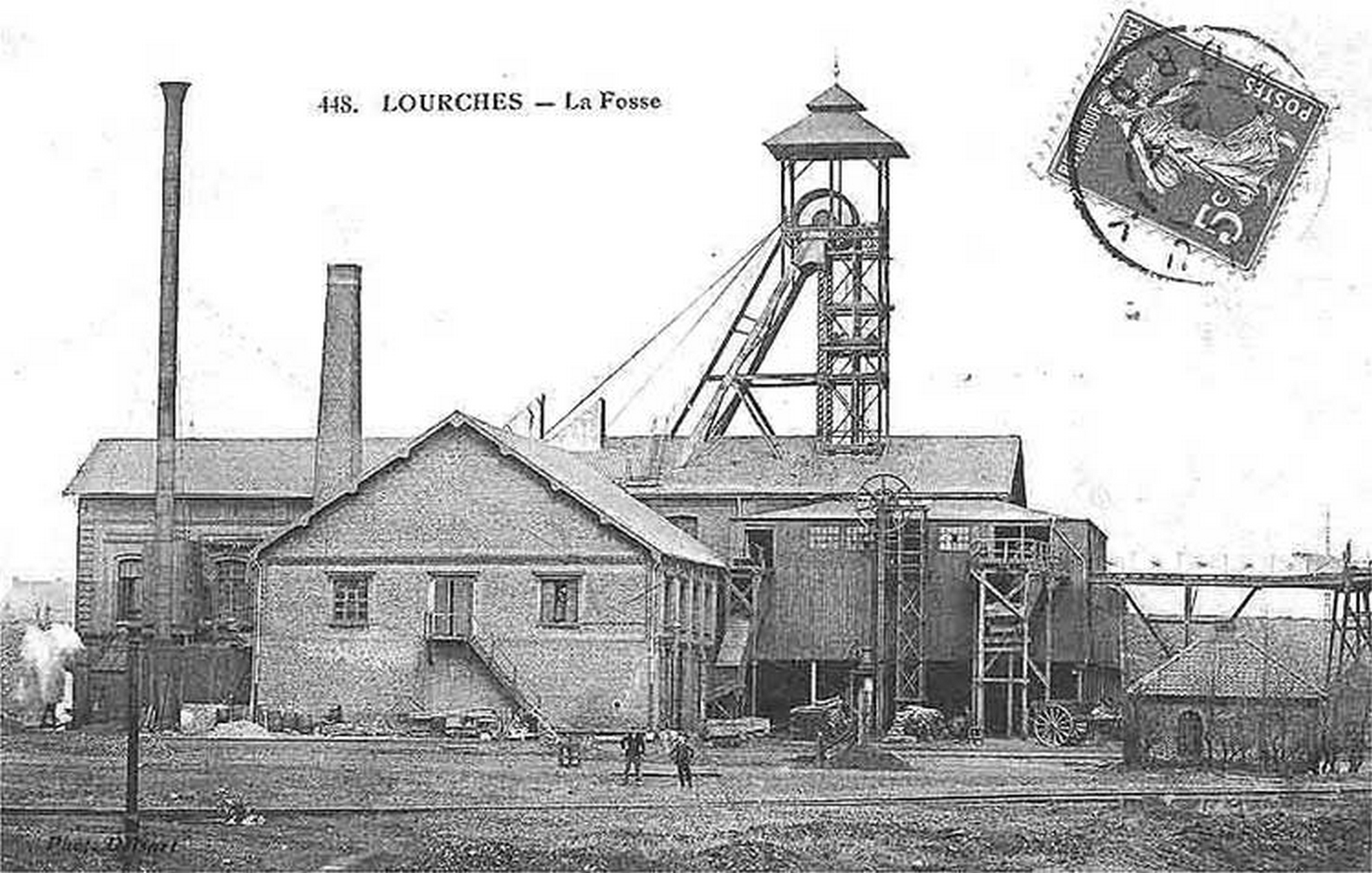
La fosse vers 1910.

Huit fosses sont exploitées par la Compagnie des mines de Douchy en 1936 : l'extraction est assurée par Schneider, La Naville et Boca, l'aérage par Douchy, Saint-Mathieu, l'Éclaireur et Gantois, tandis que la fosse Désirée assure l'épuisement des eaux. Cette même année, l'extraction cesse à la fosse La Naville et cette dernière assure le service et l'aérage pour la fosse Schneider, sise dans la même commune à 1 145 mètres au nord-ouest.
La Compagnie des mines de Douchy est nationalisée en 1946, et intègre le Groupe de Valenciennes. La fosse La Naville est utilisée en 1955 pour remonter le matériel du fond de la fosse Schneider, qui a subi une inondation. Le puits, profond de 912 mètres, est remblayé trois ans plus tard, en 1958. Les installations de surface sont ensuite détruites.

### Reconversion
La fosse est réutilisée en 1977 par Charbonnages de France qui y installe un captage de grisou. Six ans plus tard, le gaz commence à être expédié à la centrale thermique d'Hornaing. La fosse Désirée, sise à 950 mètres à l'ouest, dispose d'installations similaires.
Au début du XXIe siècle, Charbonnages de France matérialise la tête du puits La Naville. Le BRGM y effectue des inspections chaque année. Les seuls vestiges de la fosse sont le mur d'enceinte et les piliers situés au niveau de l'entrée,. Le site de La Naville a été mis à l'arrêt, un important vandalisme lié au vol de métaux a eu lieu sur le carreau de fosse de fin 2010 à début 2011. Une plateforme trimodale est en projet au début des années 2020.

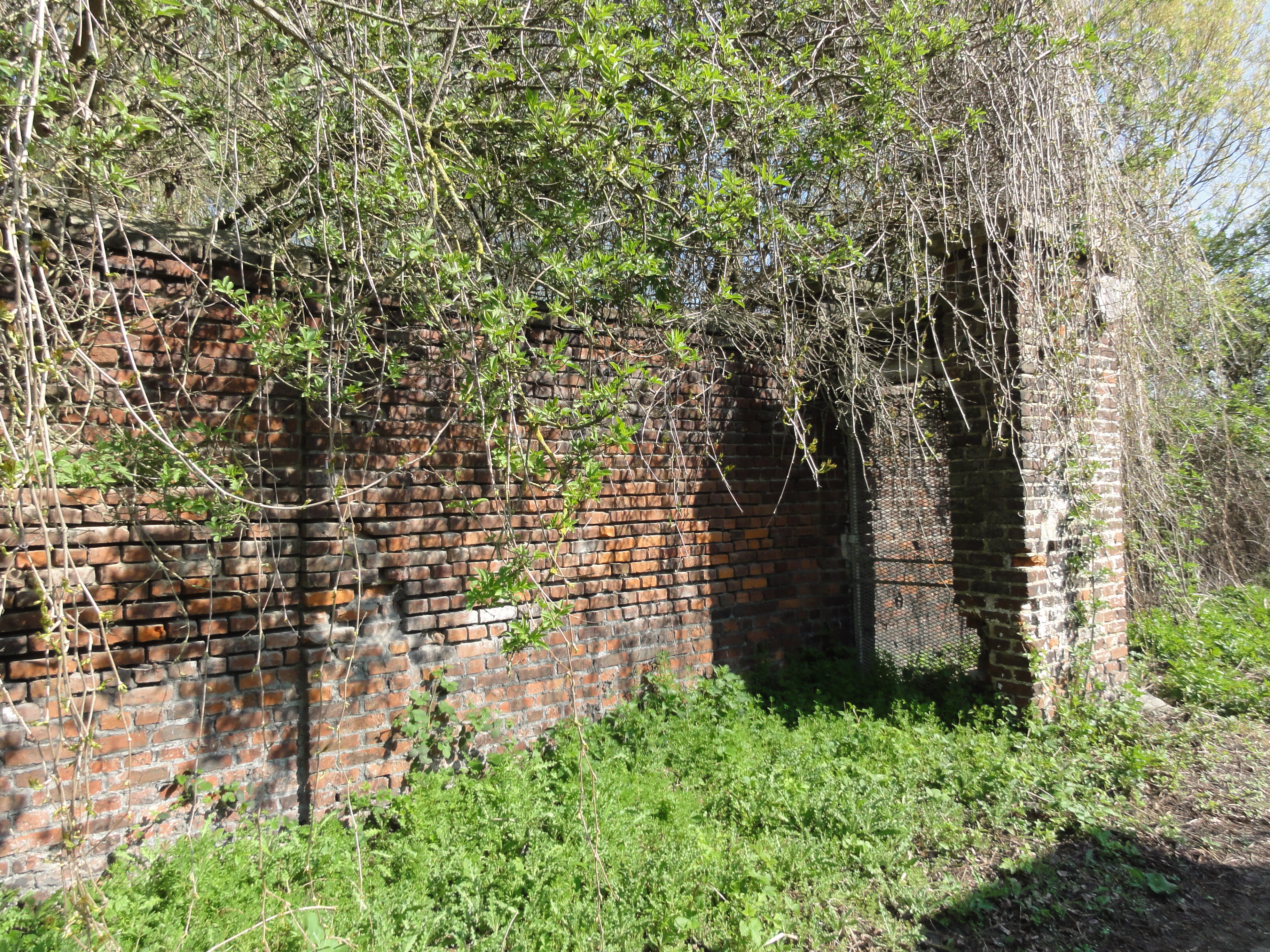
L'entrée de la fosse.
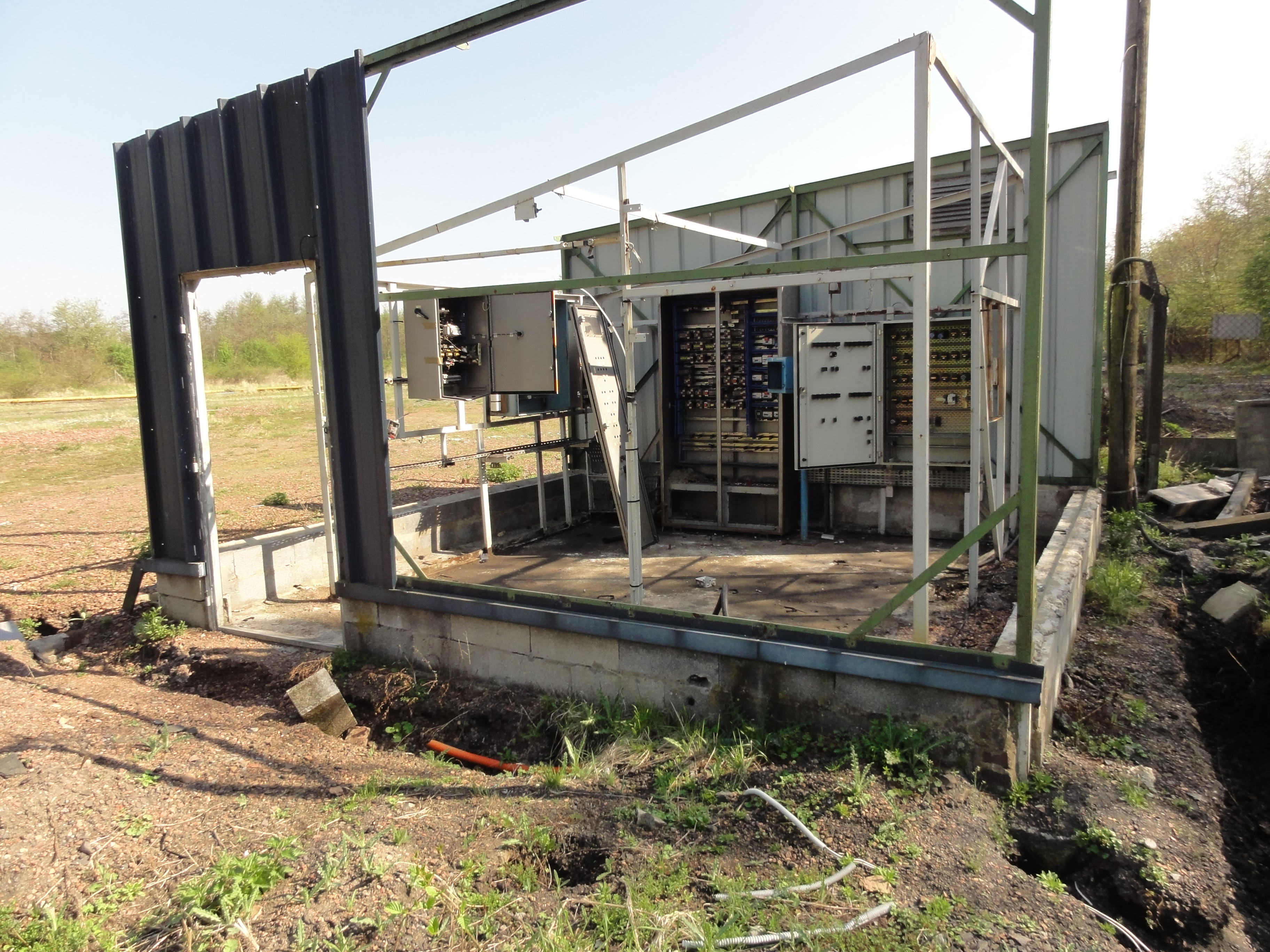
Le site, vandalisé, en 2011.
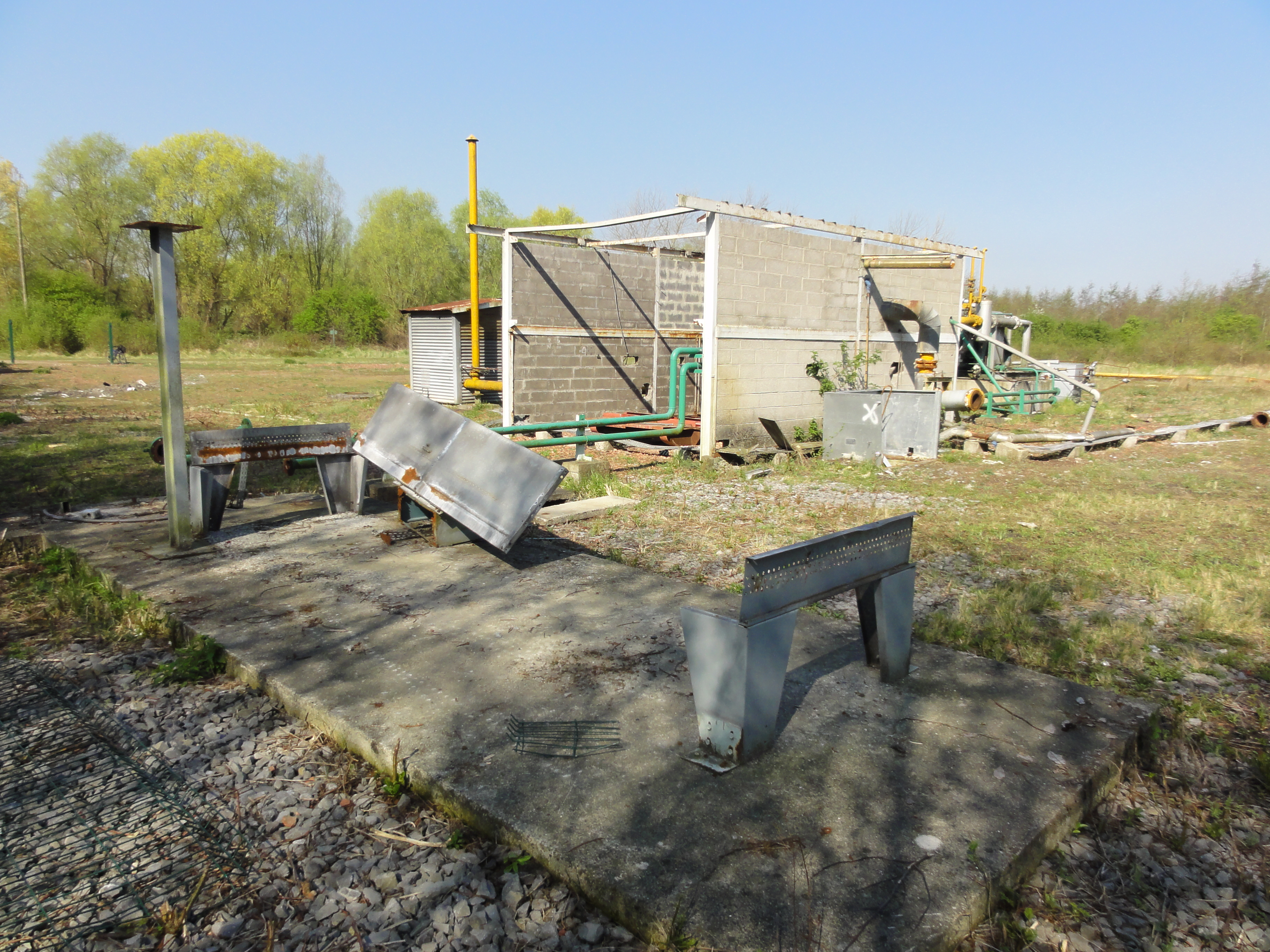
Le site du captage de grisou.
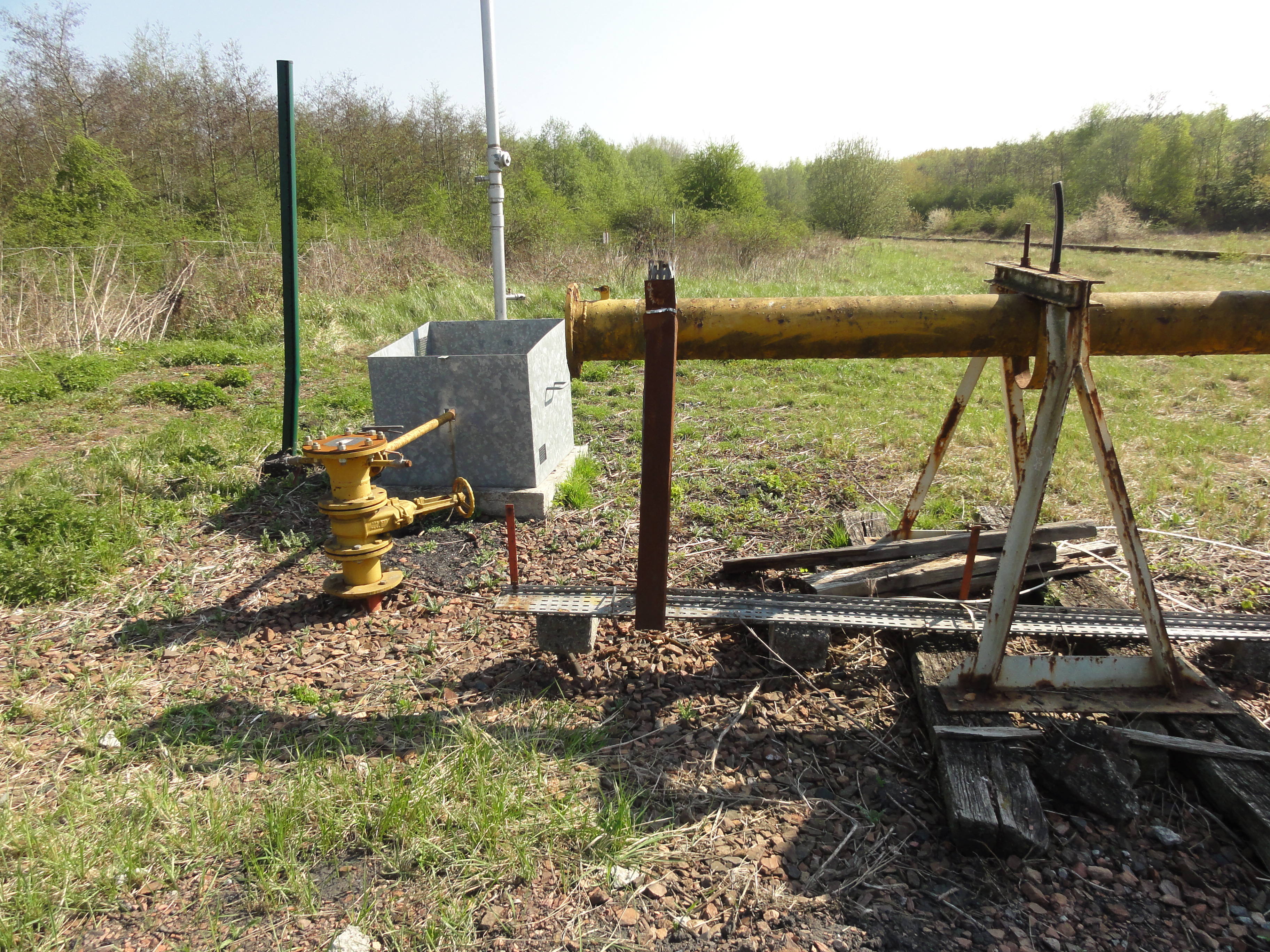
L'emplacement potentiel du puits.
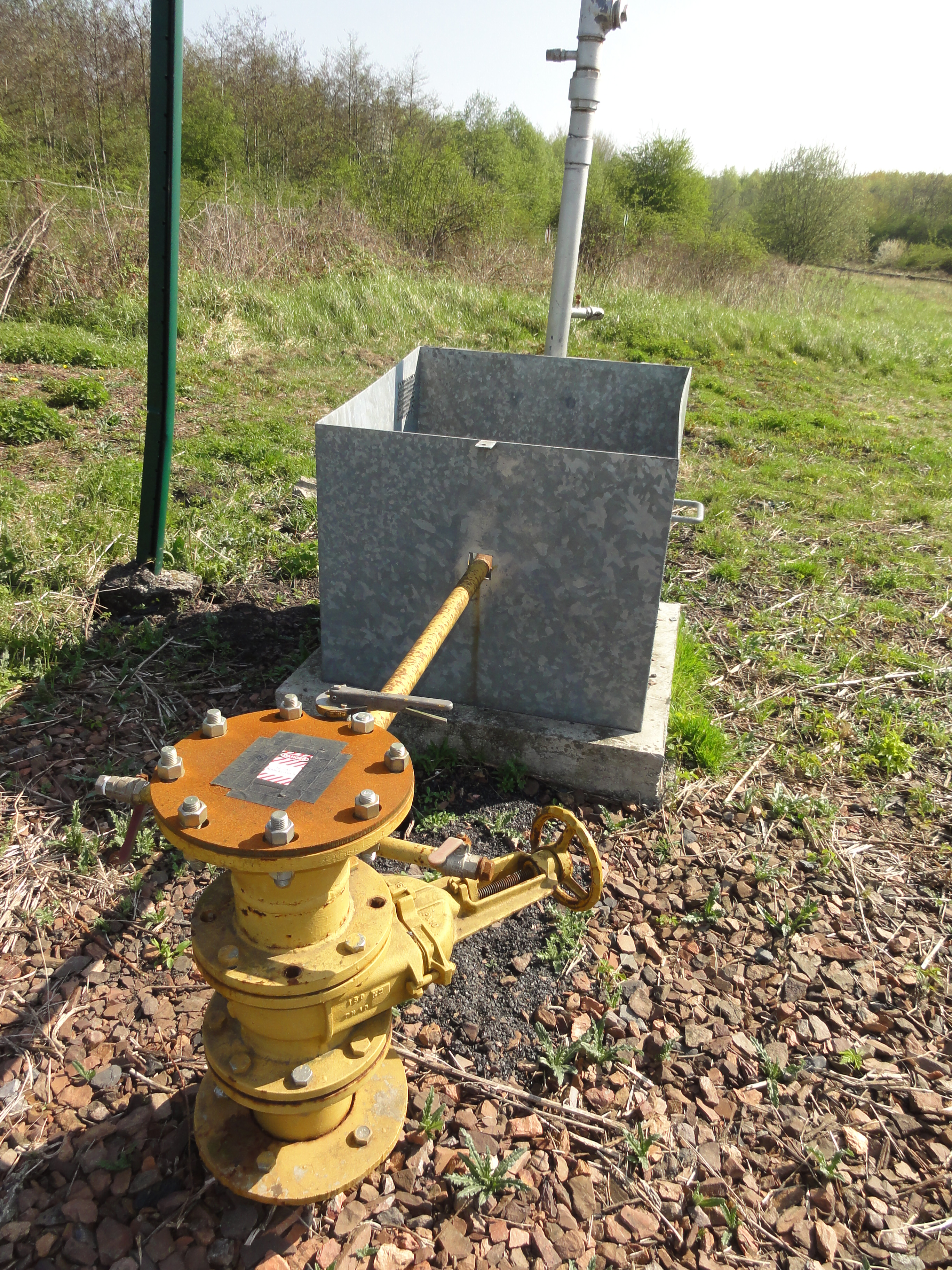
L'emplacement potentiel du puits.
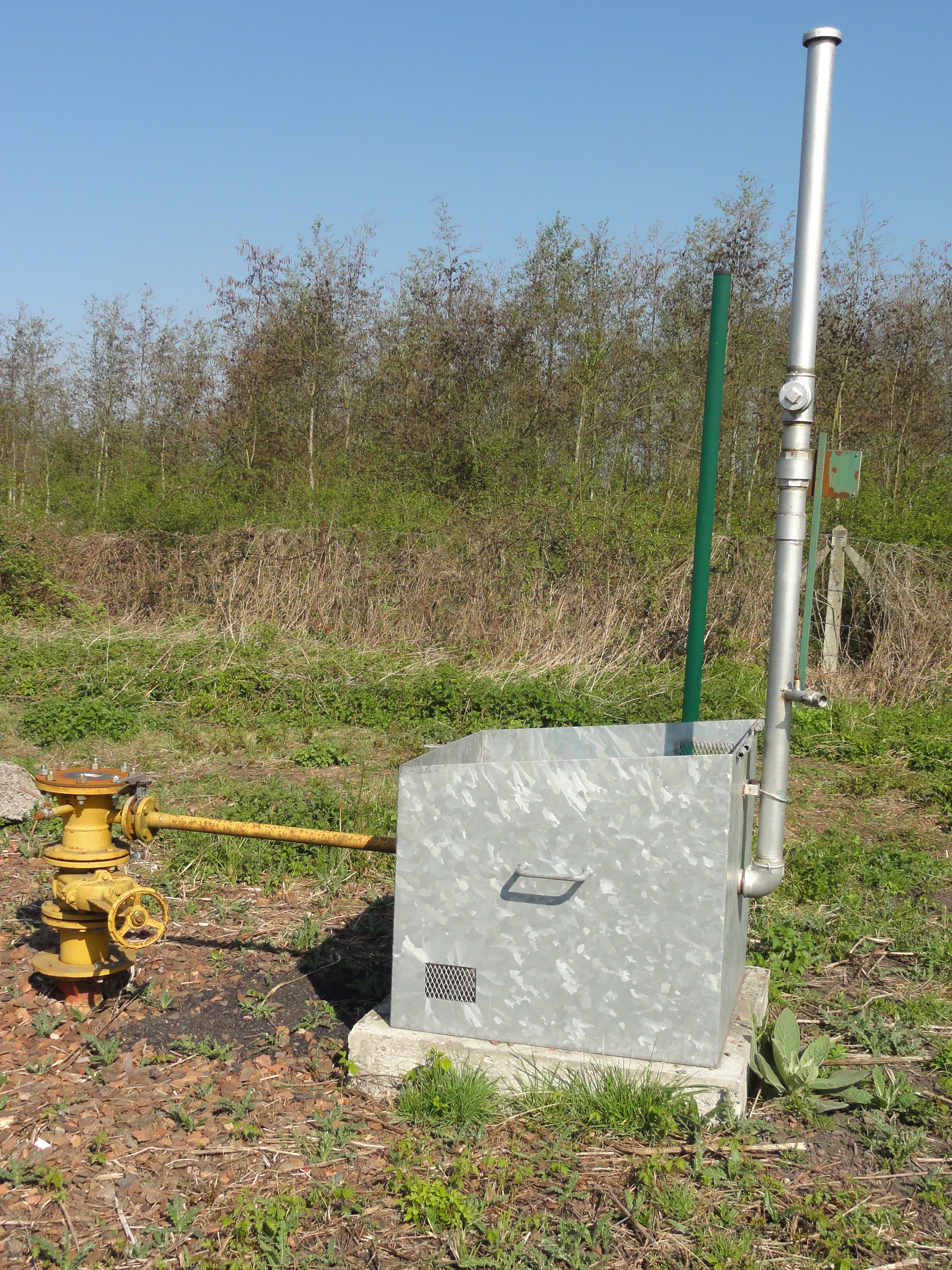
L'emplacement potentiel du puits.

## Les cités

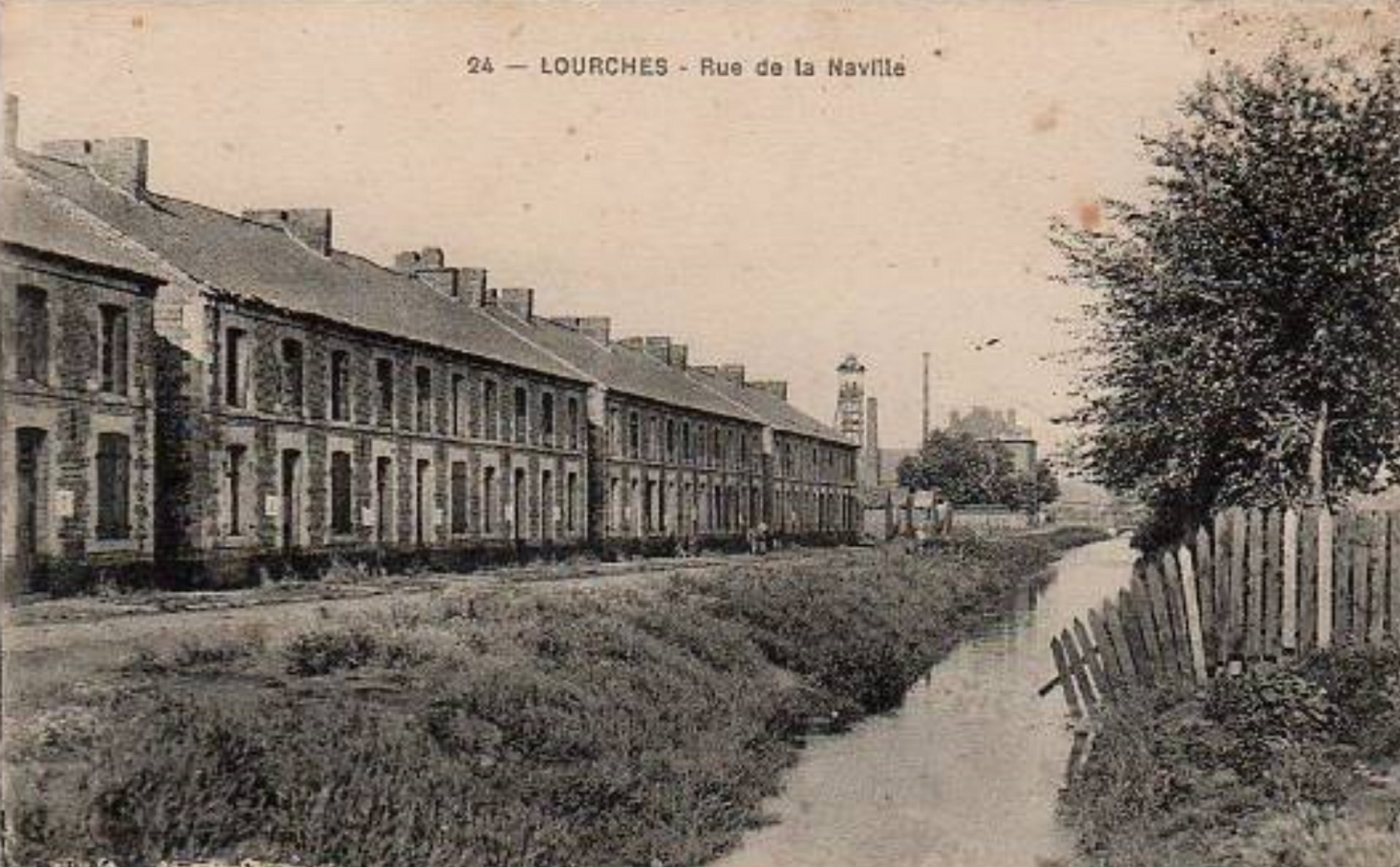
Les corons.

Des corons ont été construits sur deux axes près de la fosse La Naville, mais ils ont été entièrement détruits, et le site a été rendu à la nature.